# Кикапу (индейская резервация, Канзас)
Кикапу (англ. Kickapoo Reservation) — индейская резервация, расположенная в северо-восточной части штата Канзас, США.

## История
До контакта с европейцами кикапу занимали западную часть лесной зоны недалеко от озера Эри, на юге современного штата Мичиган. В 1640-х годах их поселения были атакованы сначала оттава и нейтральными, а затем ирокезами, в результате кикапу были вынуждены переселиться на юго-запад современного штата Висконсин. В XVIII веке обосновались вблизи реки Уобаш в центральном Иллинойсе и на западе Индианы, образовав конфедерацию с пианкашо, веа и майами. Договором 1803 года, и последующими договорами с американскими властями в 1809, 1815, 1816, 1819, и 1820 племя уступило все свои земли на реках Уобаш, Уайт и Вермилион и переехало в район реки Осейдж в Миссури. Вплоть до 1832 года часть кикапу проживала в штате Иллинойс, когда Соединённые Штаты начали оказывать давление на оставшиеся индейские племена с целью их окончательного переселения на Запад.
К середине XIX века племя было рассеяно несколькими группами по Великим равнинам. В 1832 году одна из групп кикапу обосновалась в Канзасе, недалеко от форта Ливенуорт. В 1854 году канзасские кикапу подписали очередной договор с правительством США, согласно которому они уступали более 2 428 км² своей территории, а взамен им была предоставлена резервация. Кроме того, племени должна была быть выплачена сумма в размере 20 000 долларов. Два положения этого договора должны были иметь долгосрочные последствия для племени. Договор разрешал обследование земель резервации, которые могли быть использованы в качестве основы для выделения земельных наделов и предоставлял право проезда по железной дороге через резервацию. Используя эти два пункта в качестве основы, индейский агент кикапу Уильям Бэджер убедил комиссара по делам индейцев Чарльза Микса, что племя желает разделить резервацию на участки.
28 июня 1862 года был заключён договор, согласно которому часть резервации должна быть разделена на участки членам племени, остальная часть должна быть продана железнодорожной компании Atchison & Pike's Peak. Соглашение позволило вождям получить 320 акров (130 га), главам домашних хозяйств 160 акров (65 га), а всем остальным членам племени — 40 акров (16 га), при этом большая часть оставшихся 125 000 акров была продана железнодорожной компании. Когда стало известно об одобрении договора, большинство канзасских кикапу выразили протест. Последовавшее расследование ни к чему не привело. Некоторые разочарованные кикапу решили покинуть Канзас, и группа из примерно 700 человек ушла в Мексику, чтобы присоединиться там к своим соплеменникам в сентябре 1864 года. К 1869 году только 93 канзасских кикапу согласились владеть собственными участками, остальные предпочли племенное землепользование.
После принятия Конгрессом Акта Дауэса канзасские кикапу продолжили терять свои земли.

## География
Резервация расположена на территории Великих равнин на Среднем Западе США, на северо-востоке Канзаса. Территория резервации охватывает часть округов Браун, Джэксон и Атчисон.
Общая площадь резервации составляет 613,39 км², из них 611,93 км² приходится на сушу и 1,46 км² — на воду. Её административным центром является город Хортон, находящийся в округе Браун. Самому племени кикапу Канзаса принадлежит около 78 км² территории резервации.

## Демография
В 2019 году в резервации проживало 4 022 человека. Расовый состав населения: белые — 3 206 чел., афроамериканцы — 31 чел., коренные американцы (индейцы США) — 580 чел., азиаты — 49 чел., океанийцы — 3 чел., представители других рас — 11 чел., представители двух или более рас — 142 человека. Плотность населения составляла 6,56 чел./км².